# Jakob Erdheim

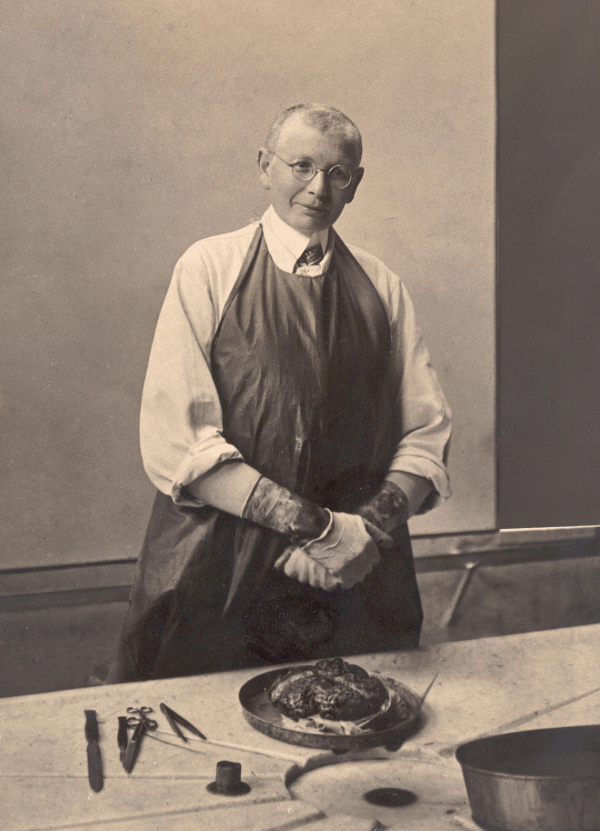
Jakob Erdheim

Jakob Erdheim (* 24. Mai 1874 in Boryslaw; † 18. April 1937 in Wien) war ein österreichischer Pathologe. Einer seiner Schüler war Fritz Schajowicz.

## Leben
Jakob Erdheim wurde 1874 im galizischen Boryslaw (damals Österreich-Ungarn) geboren und besuchte das Gymnasium in Drohobycz. Nach Abschluss des Medizinstudiums an der Universität Wien promovierte er 1900 und nahm eine Stelle an dem von Anton Weichselbaum geleiteten pathologisch-anatomischen Institut dieser Universität an. Im Jahre 1913 wurde er zum außerplanmäßigen Professor ernannt und übernahm die Prosektur des St.-Anna-Kinderspitals. 1924 begann er seine Arbeit als Pathologe am Kaiser-Jubiläums-Spital, wo er bis zu seinem Tode 1937 tätig blieb. Die Autopsie ergab als Todesursache einen Herzinfarkt.
Wissenschaftlich befasste sich Erdheim vor allem mit der Knochenpathologie, aber auch mit Erkrankungen der Hypophyse und der Blutgefäße. Die Zystische Medianekrose Erdheim-Gsell ist nach ihm als (Mit-)Erstbeschreiber benannt. Um das Andenken an Erdheim zu ehren (der entgegen den Gepflogenheiten der Zeit häufig auf eine Nennung als Koautor bei unter seiner Anleitung entstandenen wissenschaftlichen Publikationen verzichtete), prägte der amerikanische Pathologe Henry Lewis Jaffe 1972 das Deonym Erdheim-Chester-Erkrankung als Bezeichnung für die von William Chester (1903–1974) während eines Forschungsaufenthalts bei Erdheim erstmals beschriebene Histiozytose. Erdheims Name ist auch mit der Erstbeschreibung des Kraniopharyngeoms verbunden (Erdheim-Tumor).
Erdheims Hauptwirkungsstätte am Kaiser-Jubiläums-Spital, dem heutigen Krankenhaus Hietzing, wurde Jakob-Erdheim-Institut für Pathologie und Klinische Bakteriologie benannt.
Seine Präparatesammlung ließ er über Mittelsmänner Jaffe in New York City überbringen. Der vermachte sie Henry J. Mankin in Boston.